# Gruppo Polifonico Claudio Monteverdi
Il Gruppo Polifonico "Claudio Monteverdi" è stato fondato nel 1976 ed è diretto dal maestro Barbara Di Bert.

## Storia
Il Gruppo Polifonico "Claudio Monteverdi" sin dalla sua fondazione si è impegnato in una intensa attività di studio; ha potuto ben presto partecipare alle più importanti manifestazioni corali conseguendo affermazioni di prestigio ai concorsi di Arezzo e Ravenna nel 1978 e nel 1979 e di Gorizia del 1982.
Il "Monteverdi" è stato diretto fino al 1996 dal maestro Orlando Dipiazza. La direzione è poi passata ai maestri Luca Bonutti, Valentino Tessaro ,Stefano Sacher, Matjaž Šček e Mira Fabjan.
Il coro è attualmente diretto dal maestro Barbara  Di Bert.
Vanno citate inoltre le varie collaborazioni con i maestri Giuliano Medeossi e Lino Falilone.

## Repertorio

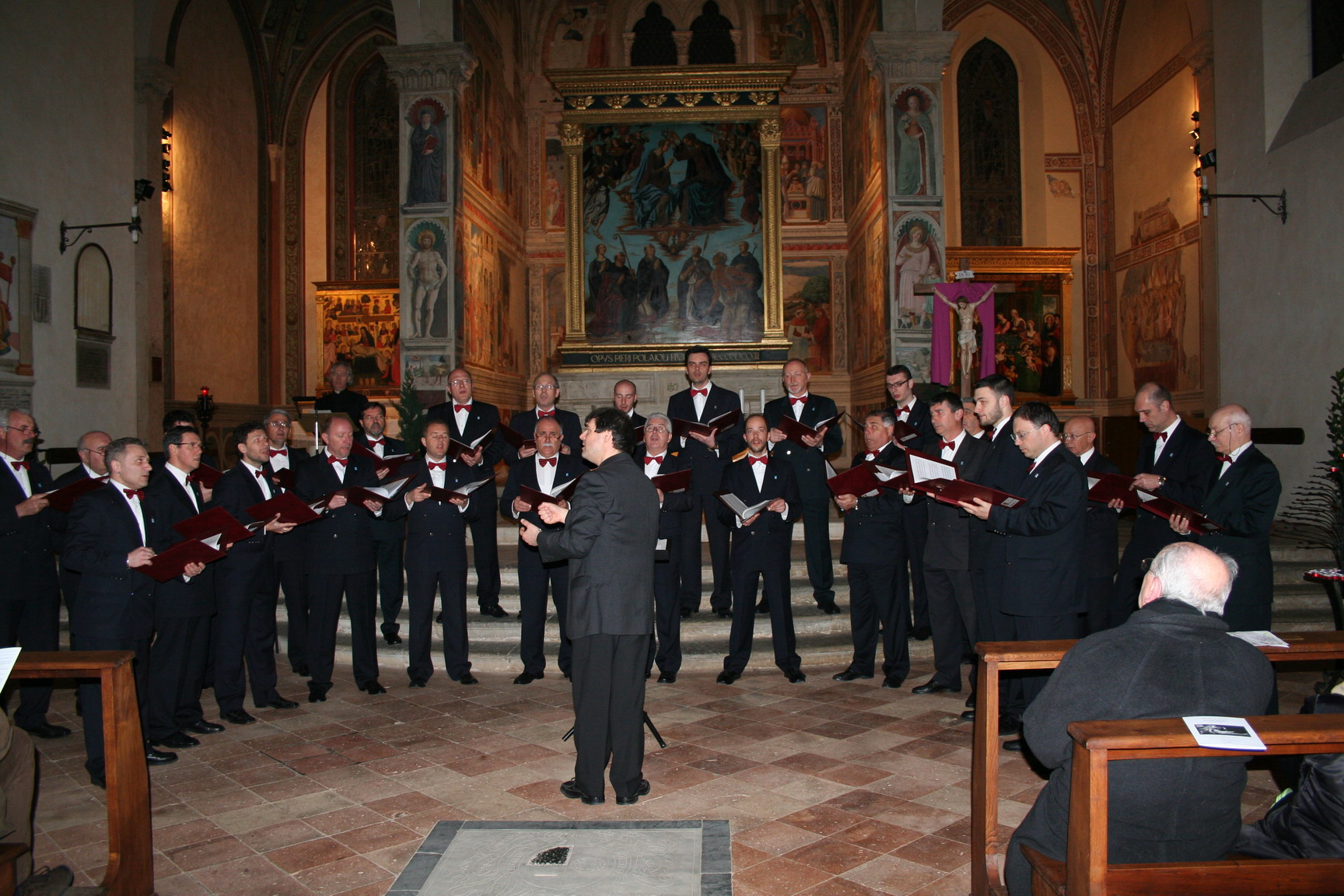
Esibizione del coro

La musica polifonica sacra e profana rappresenta certamente la parte più rilevante del repertorio del Coro.
Tra le opere vi possiamo trovare composizioni del Cinquecento e del periodo Barocco di Palestrina, di Da Victoria, Gallus, Viadana, Hassler, Monteverdi.
Tra gli autori romantici possiamo invece trovare nomi quali: Schubert, Schumann, Sibelius, Rossini.
Per quanto riguarda la polifonia moderna: Poulenc, Kodaly, Bárdos, Pizzetti, Orff.

## Discografia
- Franz Liszt - Requiem R488 (1998)
- Francesco Corteccia - Passione di Christo secondo Giovanni (1999)
- Gioachino Rossini - Miserere (2001)
- Il Friuli Sacro tra '800 e '900 (2002)
- InCanto (2004)